# Синделар, Маттиас
Матти́ас Си́нделар (нем. Matthias Sindelar; 10 февраля 1903, Козлов, район Йиглава — 23 января 1939, Вена), при рождении Ма́тей Ши́нделарж (чеш. Matěj Šindelář) — австрийский футболист чешского происхождения, нападающий. Лучший футболист в истории Австрии. По опросу МФФИИС занимает 22-е место среди лучших футболистов мира и 13-е место среди лучших футболистов Европы XX века.

## Биография

### Детство
Маттиас Синделар (Матей Шинделарж) родился в маленькой деревне Козлов, близ Йиглавы, 10 февраля 1903 года, в чешской католической семье. Отец его, Ян Шинделарж, был каменщиком; мать, Мария Шинделаржова (в девичестве Швенгрова) — домохозяйкой, которая заботилась о четырёх детях: у неё было две дочери и два сына. Когда Маттиасу было 2 или 3 года, его семья, как и многие другие люди из Богемии и Моравии, отправилась за лучшим будущим в столицу Австро-Венгерской империи — Вену. Семья Синделаров снимала маленькую квартирку на Квелленштрассе 75 в 10-м районе Вены Фаворитене. В Фаворитене находилось огромное число фабрик, а также кирпичный завод, где и работал отец Маттиаса. По оценкам чешской энциклопедии Отто, в Вене жило примерно 300 тысяч человек из Богемии и Моравии, причем большинство из них именно в Фаворитене. Рабочие семьи были в большинстве своём очень бедны и презрительно назывались местными «кирпичбёмены». В Вене Синделар и начал играть в футбол, вместе с другими детьми рабочих, гоняя сшитый из тряпок мяч на Гстёттенах (венских пустырях) в районе Штайнметцвизе, уже тогда, в юном возрасте, по воспоминаниям игравших с ним мальчишек, он выделялся великолепным дриблингом. Футбол в те дни не только предоставлял детям из бедных семей возможность забыть свои грустные будни, но и давал им одну из немногих возможностей выбиться в люди: так, например, в том  же Фаворитене родился, вырос и начал играть в футбол другой знаменитый футболист, Йозеф Бицан.
В 1917 году семью Синделаров постигла беда: отец погиб в боях на реке Изонцо (ныне в Словении) на Первой мировой войне. И с тех пор мать одна должна была содержать четырёх детей. Маттиас начал в 14 лет обучаться профессии автослесаря, чтобы помогать своей семье, и в то же время был зачислен в молодёжную команду «Фаворитнер».

### Юность

Дриблинг Синделара

В 1918 году футбольный талант юного Синделара разглядел Карл Вайман, который, будучи по профессии преподавателем, искал для различных футбольных клубов молодых игроков, устраивая небольшие тренировки для просмотра футболистов. Синделар приглянулся Вайману и тот порекомендовал его венской «Герте», стадион которой находился в непосредственной близости от дома Синделара, на углу Квелленштрассе и Штойдгассе. Сейчас, после Второй мировой войны и экономической разрухи, последовавшей по её окончании, футбольный клуб и стадион перестали существовать.
Наряду с тренировками в Герте, Синделар продолжал обучаться на слесаря, однако, эта профессия не слишком интересовала юношу. В «Герте» проявилась интересная манера Синделара: он, обладая блистательной техникой, всегда стремился избегать силовых единоборств, по причине хрупкого телосложения, из-за этого он получил прозвище «бумажный». В 18 лет Синделар дебютирует в австрийском чемпионате, в первый же сезон забив несколько важных мячей. Следующий сезон Синделар уже встретил игроком основного состава клуба.
В 1923 году Синделар получает повреждение мениска при падении в бассейне. Казалось, карьера Маттиаса закончилась, даже не начавшись, но операция от знаменитого хирурга Ханса Спицу помогла. Таким образом Маттиас стал первым футболистом, вернувшимся на поле после удаления мениска. Для надёжности Синделар всегда перебинтовывал правое колено, делал он это на протяжении всей своей карьеры, что даже стало его фирменным знаком. Из страха к рецидиву травмы Синделар ещё больше улучшил свой дриблинг без физического контакта с игроком соперника.
В 1924 году «Герта» попала в финансовый кризис. Она заняла 9-е место и впервые вылетела в низший дивизион чемпионата Австрии. Несколько игроков «Герта» была вынуждена продать, среди этих футболистов был и Синделар. Маттиас обдумывал предложение итальянской «Сиены», которая в то время полностью состояла из австрийских игроков. Тем не менее Синделар принял решение остаться в Вене и перешёл в «Винер Аматёр» (сейчас «Аустрия»), клуб, который за несколько недель до прихода Синделара впервые стал чемпионом Австрии.

### Молодость

Синделар празднует гол

Вначале у Синделара в «Аустрии» игра не ладилась, но этот период продолжился недолго и вскоре он стал одним из любимейших игроков болельщиков «Аустрии». После победы в кубке и завоевания серебряных медалей чемпионата в 1925, «Аустрии» уже в следующем сезоне удался дубль. «Аустрия» того времени имела в своём составе выдающихся футболистов: Визер, Густав и Виктор Хирлендер вдвоём в 20-ти матчах забили 47 мячей, а братья Енё и Кальман Конрады были мозговым центром команды, больше подыгрывая, чем забивая.
В ноябре 1926 года клуб был переименован в «Аустрию», но в том сезоне удача и спортивные трофеи вместе с ней прошли мимо клуба. В 1927 году Синделар становится лучшим бомбардиром клуба с 18-ю мячами, однако клуб занимает лишь 7-е место, в следующие два сезона дела идут ещё хуже, оба раза «Аустрия» заканчивает сезон на 8-м месте. В ту пору единственными успехами «Аустрии» были выходы в финал кубка, где команда оба раза проигрывала командам из Вены — «Рапиду» 0:3 в 1927 году и «Фёрсту» 0:1 в 1930 году. Однако вопреки игре команды, Синделар становится одним из самых популярных игроков в Австрии.
В 1926 году Маттиас дебютировал в сборной, в игре против Чехословакии, которая проходила в Праге. Он забил, а его команда выиграла 2:1. Вообще все международные матчи 1926 года были успешными для Синделара: в матче со Швейцарией он забил 2 мяча, а Австрия выиграла со счётом 7:1, также Австрия с Синделаром в составе выиграла и у сборной Швеции. Успешное выступление за сборную стало причиной интереса к молодому игроку большинства австрийских и нескольких зарубежных команд, в том числе «Рапида», «Славии» и лондонского «Арсенала», последния, после знаменитого матча против сборной Англии, предлагала за футболиста 40 тысяч фунтов.

### Сборная

Вундертим на ЧМ-1934

С 1926 по 1928 Синделар провел за сборную 14 матчей, а затем у него произошёл конфликт с тренером национальной команды Хуго Майслем: после поражения от сборной Южной Германии, когда игра Синделара изобиловала потерями мяча из-за промёрзшего поля и его общение с партнёром по команде не понравилось тренеру, тот выставил обоих из команды. Но требования журналистов, поклонников и всей австрийской футбольной общественности всё же позволили вернуть Синделара в сборную. Более того, он перевёл футболист с позиции «чистого» форварда на позицию «под нападающим». Возвращение было триумфальным: Австрия разгромила Шотландию со счётом 5:0, став первой континентальной командой, обыгравшей шотландцев, затем последовали разгромы Германии 6:0 в Берлине и 5:0 в Вене (Синделар забил 3 мяча), затем разгром Швейцарии 8:1, Бельгии 6:1 и выигрыш у Швеции со счётом 4:3. Но лучший матч Синделар провел против сборной Венгрии, считавшейся одной из сильнейших на континенте, Австрия выиграла 8:2, а Синделар забил 3 мяча и сделал голевую передачу. После тех матчей сборную Австрии назвали «Вундертим».
В 1932 году Австрия выиграла Кубок Центральной Европы, а Синделар на этом турнире был капитаном команды.
«Нам казалось, что кто-то привязал мяч к его ногам. Он бежал с улыбкой на лице, диктовал темп игры, демонстрировал дриблинг и забивал с беспрецедентной лёгкостью».
Единственное поражение той великолепной сборной Австрии произошло в Лондоне 7 декабря 1932 года. Англия до той поры была непобедима дома, и не проигрывала после ещё 21 год. Матч закончился со счётом 4:3 в пользу англичан, но комбинационная игра австрийцев принесла им славу на британских островах, Синделар забил 2-й мяч австрийцев.

### Кубок Митропы
В 1933 году «Аустрия» участвовала в Кубке Митропы, предшественнике Лиги чемпионов. В четвертьфинале «Аустрии» противостояла «Славия» (Прага), в первой игре «Славия» была сильнее 3:1, а в Вене, при 32 тысяч зрителей, «Аустрия» выиграла 3:0, а Синделар забил решающий гол. В полуфинале «Аустрия» выиграла у «Ювентуса», первый матч сведя вничью, а во втором разгромив Старую синьору со счетом 4:1. В финале «Аустрию» ждал «Амброзиана Интер», со звёздным Джузеппе Меацца в нападении. В первом матче был сильнее «Интер» со счётом 2:1, а во втором «Аустрия» победила 3:1, все мячи у австрийцев забил Синделар, причём решающий мяч он забил за минуту до конца матча. Так трофей достался «Аустрии».
В 1936 году «Аустрия» повторила успех, обыграв «Грассхоппер», «Болонью», «Славию», «Уйпешт» и «Спарту».

### Чемпионат мира 1934

Удар Синделара

В 1934 году Синделар вместе со сборной Австрии поехал на чемпионат мира в фашистскую Италию. Поклонники сборной Австрии ожидали от своей команды только победы. Часть австрийских игроков играла за границей, в частности во Франции, где лучше платили, и таким образом находились вне зоны видения тренерского штаба национальной команды, на чемпионат мира они не были взяты. Всего 7 игроков «Вундертим» не поехали на чемпионат, в том числе травмированный нападающий Йоханн Хорват, в квалификации так же травмировался Вальтер Науш.
Первый матч Австрия с трудом в дополнительное время выиграла у Франции 3:2, а Синделар сделал решающую голевую передачу на Йозефа Бицана. В четвертьфинале Австрия с трудом выиграла у венгров, ведомых великолепным Дьёрдьем Шароши со счетом 2:1. В полуфинале австрийцы натолкнулись на хозяев — итальянцев. Не бесспорные решения арбитра, грубая игра итальянцев, сильный дождь, из-за которого австрийцам было сложнее демонстрировать свою технику, а также промах самого Маттиаса, который пробил мимо пустых ворот, привели к поражению австрийцев. Сам Синделар со своим партнером по команде Шаллем были травмированы и в матче за 3-е место, где Австрия проиграла Германии, участия не приняли.
На венском вокзале сборную встретили свистом и возгласами «фу». А общественность назвала сборную «командой хлама» (нем. Plunderteam), из-за нереализованных высоких ожиданий.

### Жизнь вне футбола

Синделар

Маттиас Синделар был самым популярным, после Йозефа Уридила, игроком венского футбола. У него были бесчисленные рекламные заказы для костюмов, носков, часов, автомобилей, шоколада, молочных продуктов, продавались Мячи Синделар. Маттиас снялся в фильме «Рокси и её чудесная команда», где сыграл самого себя. Но уже в то время Синделар стремился защитить свои финансы, он, помимо работы футболистом, был начальником отдела спортивного магазина «Поль», работал в гастрономе. При всём этом Маттиас был весьма робким и чувствительным человеком, всю свою жизнь он прожил в квартире своей матери. У него имелся маленький садовый участок, где он охотно огородничал. Синделар всегда помнил, откуда он вышел, и регулярно снабжал бедных детей из рабочих семей билетами на матчи.

## Последние годы

### Национал-социализм
12 марта 1938 года немецкие войска вошли в Австрию, и страна стала частью Третьего рейха. Сборная страны, готовившаяся к чемпионату мира во Франции, моментально перестала существовать. Новые властители страны организовали «примирительную игру» между Остмарком и «Старой империей», которая прошла 3 апреля 1938 года. Капитан сборной Синделар настоял, чтобы австрийцы играли не в традиционной черно-белой форме, а в красно-белой. Протокол встречи подразумевал, что перед началом встречи обе команды будут приветствовать руководство страны традиционно поднятой правой рукой, так и было, но только двое игроков не подняли рук — Карл Сеста и Маттиас Синделар. После матча газеты писали, что Синделар специально не реализовывал многочисленные моменты для взятия ворот, а после того как открыл счёт, станцевал танец перед почётными гостями — национал-социалистами; некоторые считали, что таким образом он наоборот, издевался над руководством Третьего Рейха, присутствовавшим на стадионе. Австрия выиграла ту игру со счётом 2:0. После окончания встречи зрители на трибунах принялись скандировать: «Австрия-Австрия». Действия Маттиаса в матче даже прокомментировал Йозеф Геббельс: «Синделар — кумир Вены, и мы хотим верить, что он будет заслуживать эту любовь и в будущем».
Австрийский футбол перестал существовать. Все профессиональные договоры объявлялись недействительными по решению от 31 мая 1938 года с незамедлительным исполнением, также запрещались еврейские команды, а футболисты из них задерживались. «Аустрию» также причисляли к еврейским командам, из-за того, что президентом клуба был еврей Микаэль Шварц; любопытно, что сам Синделар сказал Шварцу, когда того сместили с должности президента: «Новый фюрер Австрии запретил нам прощаться, но я всегда буду говорить вам „Доброе утро!“, когда удастся встретиться с вами». Большинство игроков и функционеров клуба сбежало перед присоединением, а клуб стал называться «Остмарк» (Вена).
Синделар неоднократно вызывался в национальную сборную Германии, но на все вызовы отвечал отказом, несмотря на личную заинтересованность в нём со стороны Зеппа Хербергера. Сам же футболист заявлял причиной отказа свой большой, по футбольным меркам, возраст. Тамир Бар-Он в своей книге «Beyond Soccer: International Relation and Politics» заявил: «Он был проеврейским социал-демократом. Также он был против аншлюса и не стесняется поддерживать связь со своими еврейскими друзьями, несмотря на правила, касающиеся этого».
После запрета профессиональной деятельности футболистов, Синделар купил кафе «Аннагоф» на Лаксенбургерштрассе 16. Прежний владелец, еврей по имени Леопольд Симон Дрилль, сдал заведение под давлением нацистов; позже он был отправлен в концлагерь Терезиенштадт, откуда уже не вернулся. Синделар осуществил платёж на 20 тысяч немецких марок, что соответствовало калькулятивной цене имущества кафе; разумеется, большая часть платежа пошла муниципалитету. НСДАП при открытии кафе объявила о большом будущем немецкого футбола и предложило вступить в партию, однако Синделар отказался. Кафе Синделара, из-за своего прошлого, оказалось единственным кафе в Вене, куда был возможен доступ евреям.
Последний матч Синделар провёл 26 декабря 1938 года за «Аустрию» в Берлине против местной «Герты», матч закончился со счетом 2:2, один из мячей забил Синделар.

### Загадочная смерть

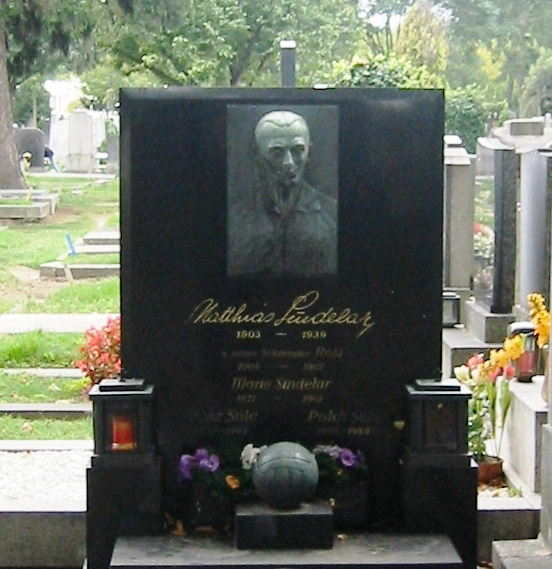
Могила Синделара на Центральном кладбище Вены

23 января 1939 года Маттиас Синделар был обнаружен его другом Густовом Хартманном мёртвым на кровати в своем доме на Аннагассе 3, рядом с ним лежала его подруга-барменша Камилла Кастаньола, по другим данным она работала проституткой. Она была разведённой наполовину еврейкой, наполовину итальянкой, с которой он встречался всего 10 дней, после расставания с его невестой Митци Скалой. Она умерла через несколько часов после смерти Синделара, не приходя в сознание. Оба они были обнажены, рядом с ними была наполовину пустая бутылка коньяка.
Официальной причиной смерти пары было названо отравление угарным газом: «Смерть от вдыхания окиси углерода, вызванная явно поврежденным дымоходом». До сих пор на тему смерти Синделара имеются многочисленные спекуляции, в частности, газета «Кронен Цайтунг» распространяла многочисленные слухи вокруг его смерти. Журналисты утверждали, что, опрашивая полицейских, они выяснили от них, что якобы повреждённый камин, бывший официальным «виновником» смерти Синделара и Кастагнолы, на самом деле повреждён не был, к тому же выводу пришёл эксперт, приглашённой сестрой Синделара Розой для расследования. Далее, опрашивая знакомых, журналисты узнали, что Синделар не мог совершить самоубийства, хотя до этого ходили упорные слухи, что любовники убили себя в знак протеста против немецкой оккупации. Говорили, что убить Синделара могло гестапо из-за его отношений с еврейкой, или что он умер от рук людей, которым он задолжал. Еще одной причиной называлась месть Митци, совершившей отравление пары из ревности. Расследование прокуратуры не дало никаких результатов, а дело прекратили после окончания Второй мировой войны. Много позже в интервью BBC человек, объявивший себя другом Синделара, Эгон Ульбрих, заявил, что сотрудник полиции, расследовавший дело и объявивший, что смерть была случайной, был подкуплен, чтобы именно эта версия стала решающей.
Тела погибших кремировали. От 15 до 20 тысяч человек пришли на похороны Синделара на центральном венском кладбище. Национал-социалисты попытались сделать из похорон акт государственного деяния, однако попытка не увенчалась успехом. Каждый год в день смерти Синделара на его могиле лежит множество свежих цветов.

## Достижения

### Командные
- Чемпион Австрии: 1926
- Обладатель Кубка Австрии: 1925, 1926, 1933, 1935, 1936
- Обладатель Кубка Митропы: 1933, 1936

### Личные
- Лучший бомбардир Кубка Митропы: 1933

## Статистика выступлений
| Клуб             | Сезон            | Лига | Лига | Кубки | Кубки | Кубок Митропы | Кубок Митропы | Итого | Итого | Товарищеские матчи | Товарищеские матчи | Всего | Всего |
| Клуб             | Сезон            | Игры | Голы | Игры  | Голы  | Игры          | Голы          | Игры  | Голы  | Игры               | Голы               | Игры  | Голы  |
| ---------------- | ---------------- | ---- | ---- | ----- | ----- | ------------- | ------------- | ----- | ----- | ------------------ | ------------------ | ----- | ----- |
| Герта (Вена)     | 1921/22          | 8    | 0    | 0     | 0     | -             | -             | 8     | 0     | 0                  | 0                  | 8     | 0     |
| Герта (Вена)     | 1922/23          | 17   | 3    | 1     | 0     | -             | -             | 18    | 3     | 8                  | 4                  | 26    | 7     |
| Герта (Вена)     | 1923/24          | 8    | 0    | 1     | 0     | -             | -             | 9     | 0     | 2                  | 1                  | 11    | 1     |
| Герта (Вена)     | Итого            | 33   | 3    | 2     | 0     | 0             | 0             | 35    | 3     | 10                 | 5                  | 45    | 8     |
| Аустрия (Вена)   | 1924/25          | 17   | 4    | 0     | 0     | -             | -             | 17    | 4     | 16                 | 6                  | 33    | 10    |
| Аустрия (Вена)   | 1925/26          | 7    | 2    | 5     | 4     | -             | -             | 12    | 6     | 13                 | 15                 | 25    | 21    |
| Аустрия (Вена)   | 1926/27          | 23   | 18   | 5     | 3     | -             | -             | 28    | 21    | 22                 | 26                 | 50    | 47    |
| Аустрия (Вена)   | 1927/28          | 19   | 8    | 2     | 1     | 0             | 0             | 21    | 9     | 20                 | 19                 | 41    | 28    |
| Аустрия (Вена)   | 1928/29          | 21   | 7    | 3     | 1     | 0             | 0             | 24    | 8     | 25                 | 32                 | 49    | 40    |
| Аустрия (Вена)   | 1929/30          | 18   | 15   | 6     | 1     | 0             | 0             | 24    | 16    | 26                 | 30                 | 50    | 46    |
| Аустрия (Вена)   | 1930/31          | 17   | 14   | 9     | 8     | 0             | 0             | 26    | 22    | 36                 | 30                 | 62    | 52    |
| Аустрия (Вена)   | 1931/32          | 22   | 15   | 1     | 0     | 0             | 0             | 23    | 15    | 47                 | 59                 | 70    | 74    |
| Аустрия (Вена)   | 1932/33          | 21   | 11   | 5     | 6     | 0             | 0             | 26    | 17    | 33                 | 38                 | 59    | 55    |
| Аустрия (Вена)   | 1933/34          | 21   | 22   | 3     | 4     | 6             | 5             | 30    | 31    | 17                 | 24                 | 47    | 55    |
| Аустрия (Вена)   | 1934/35          | 15   | 9    | 4     | 7     | 2             | 1             | 21    | 17    | 20                 | 14                 | 41    | 31    |
| Аустрия (Вена)   | 1935/36          | 17   | 8    | 5     | 6     | 7             | 8             | 29    | 22    | 14                 | 7                  | 43    | 29    |
| Аустрия (Вена)   | 1936/37          | 21   | 13   | 4     | 5     | 10            | 4             | 35    | 22    | 14                 | 13                 | 49    | 35    |
| Аустрия (Вена)   | 1937/38          | 15   | 9    | 1     | 0     | 6             | 6             | 22    | 15    | 31                 | 30                 | 53    | 45    |
| Аустрия (Вена)   | 1938/39          | 11   | 0    | 1     | 0     | 0             | 0             | 12    | 0     | 6                  | 3                  | 18    | 3     |
| Аустрия (Вена)   | Итого            | 265  | 155  | 54    | 46    | 31            | 24            | 350   | 225   | 340                | 346                | 690   | 571   |
| Всего за карьеру | Всего за карьеру | 298  | 158  | 56    | 46    | 31            | 24            | 385   | 228   | 350                | 351                | 735   | 579   |